# Коле ди Вал д'Елса
Ко̀ле ди Ва̀л д'Ѐлса (на италиански: Colle di Val d'Elsa) е град и община в централна Италия, провинция Сиена, регион Тоскана. Разположен е на 141 m надморска височина. Населението на града е 21 629 души (към 31 декември 2010 г.).